# Nasrin Kadri

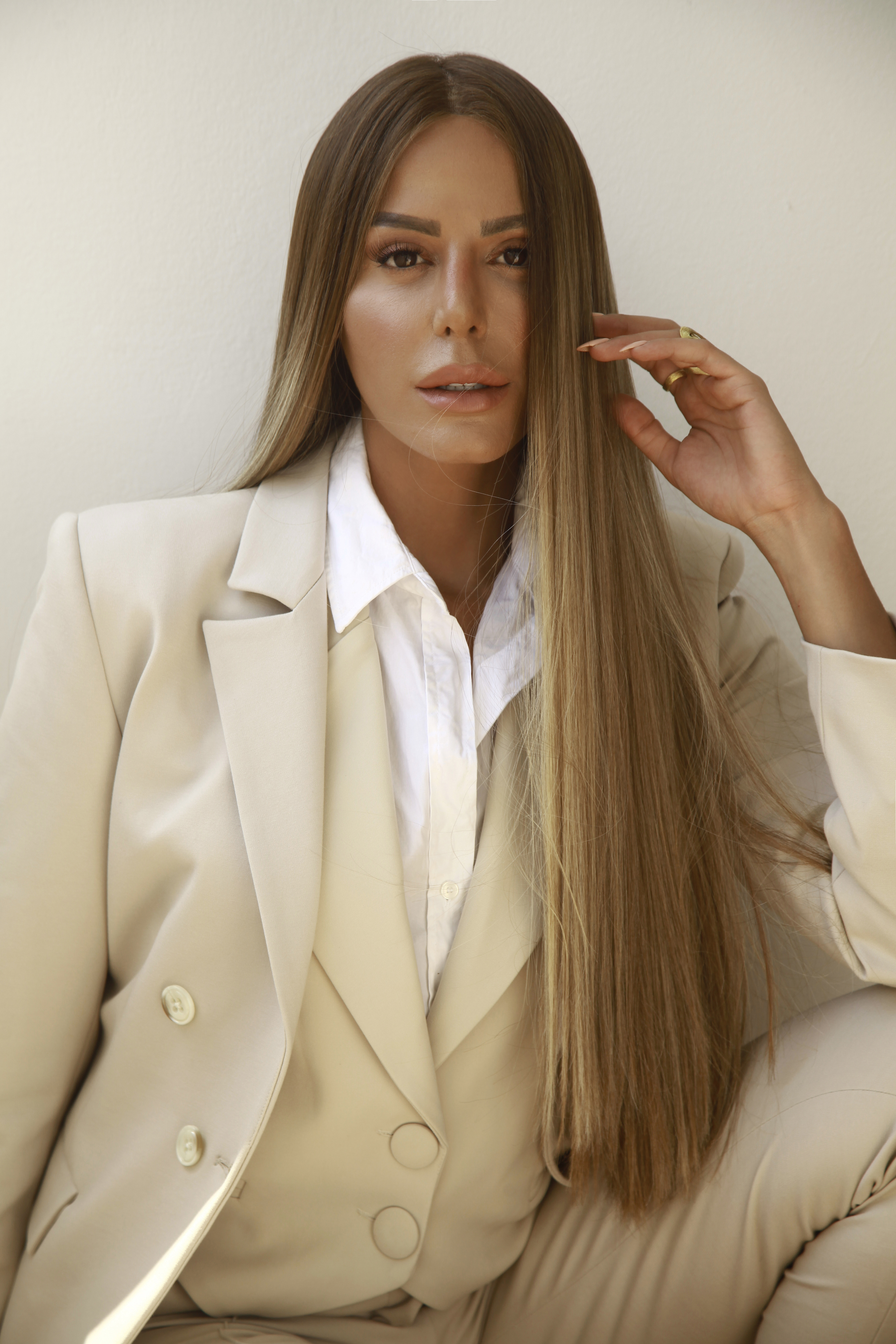
Nasrin Kadri (2019)

Nasreen Qadri (hebräisch נסרין קדרי, arabisch نسرين قادري; * 2. September 1986 in Lod), auch bekannt als Nasrin Kadri, ist eine arabisch-israelische Sängerin, Musikerin, Liedtexterin und Schauspielerin. Kadri, eine zum Judentum konvertierte Muslima, singt hauptsächlich auf Hebräisch, covert aber auch arabische Lieder, darunter die Werke von Umm Kulthum.

## Biografie
Kadri wurde in Lod als Tochter muslimischer arabisch-israelischer Eltern geboren. Ihr Vater war Taxifahrer und ihre Mutter Krankenpflegerin. Später zog die Familie nach Haifa, wo sie aufwuchs.
Kadri war ein Jahrzehnt lang mit dem jüdisch-israelischen Musiker Aviezer Ben Moha liiert, mit dem sie zusammen auch beruflich arbeitete. Wegen der Beziehung und einer möglichen späteren Heirat begann sie einen formellen Konvertierungsprozess zum Judentum. Im Juli 2017 verlobte sich das Paar. Die Beziehung zwischen Kadri und Ben Moha scheiterte jedoch an der Resonanz der beiden Familien und dem großen Interesse der Öffentlichkeit an ihrer Beziehung, weswegen sich das Paar im September 2017 wieder trennte und die Hochzeit absagte. Trotzdem setzte Kadri ihren Konvertierungsprozess fort und schloss ihn 2018 an ihrem 32. Geburtstag ab. Dazu nahm sie den hebräischen Namen „Bracha“ (ברכה‎) an, was „Segen“ bedeutet. Medienberichten zufolge wird ihre Konvertierung aber weder vom Oberrabbinat in Israel noch vom israelischen Innenministerium anerkannt, da sie von Dudu Dery, einem von den Behörden unabhängigen Rabbiner, durchgeführt wurde. Kadri wählte diesen bestimmten Rabbiner, weil er sagte, sie sei nicht verpflichtet, ihre Gesangskarriere deswegen aufzugeben. Konservative Juden hingegen glauben, dass weibliches Singen in der Öffentlichkeit gegen die Halacha verstößt, und deswegen führt der Staat sie in seinen Dokumenten weiterhin als Muslima.
Im November 2021 lernte Quadri durch ihren Freund und Musikkollegen Itay Levi Rom Shamir kennen. Levi stellte die beiden einander vor. Bereits nach drei Monaten verlobte sich das Paar im Februar 2022 und heiratete im April. Im Oktober desselben Jahres gebar Kadri einen Sohn. Das Paar lebt im Moschav Neve Mevat.

## Musikstil
Kadris Musik ist sehr durch die westliche Popmusik geprägt. Aber auch Einflüsse anderer Stilrichtungen sind darin zu finden, wie Orientalisch, Latin, Soul sowie Folk und RnB. Ihre eigenen Lieder singt sie vorwiegend auf Hebräisch, aber auch Songs in Arabisch gehören zu ihrem Repertoire.

## Musikalischer Werdegang
Kadri wuchs unter finanziellen Schwierigkeiten ihrer Familie auf. Dieser wirtschaftliche Zwang bewog sie schließlich dazu, ihre frühe Liebe zur Musik auszubauen und ihre Stimme zu trainieren, was ihr die Hauptrolle in einem High-School-Musical einbrachte. „Es hat mir sehr gut gefallen“, sagte Kadri in einem Interview, „aber, ich habe auch darüber nachgedacht, wie ich meinen Eltern finanziell helfen könnte. Das ist das Einzige, was mir den Mut gegeben hat, Leistung zu erbringen.“ Im Alter von 18 Jahren begann sie in Bars und Nachtclubs zu singen. Dabei stützte sie sich auf ein Repertoire aus arabischen Popklassikern der ägyptischen Sängerin Umm Kulthum, aber auch der zeitgenössischen libanesischen Popikone Nancy Ajram, die sie als Jugendliche lieben gelernt hatte. Kadri trat in ganz Israel sowie für Palästinenser im Westjordanland auf.
Kadri war bereits 26 Jahre alt, als sie 2012 die zweite Staffel von Eyal Golan kore l’kha (Eyal Golan sucht dich) gewann, einer Castingshow, die auf dem Sender Music 24 ausgestrahlt wurde. 2014 brachte sie ihr erstes Album Nasreen Qadri heraus.

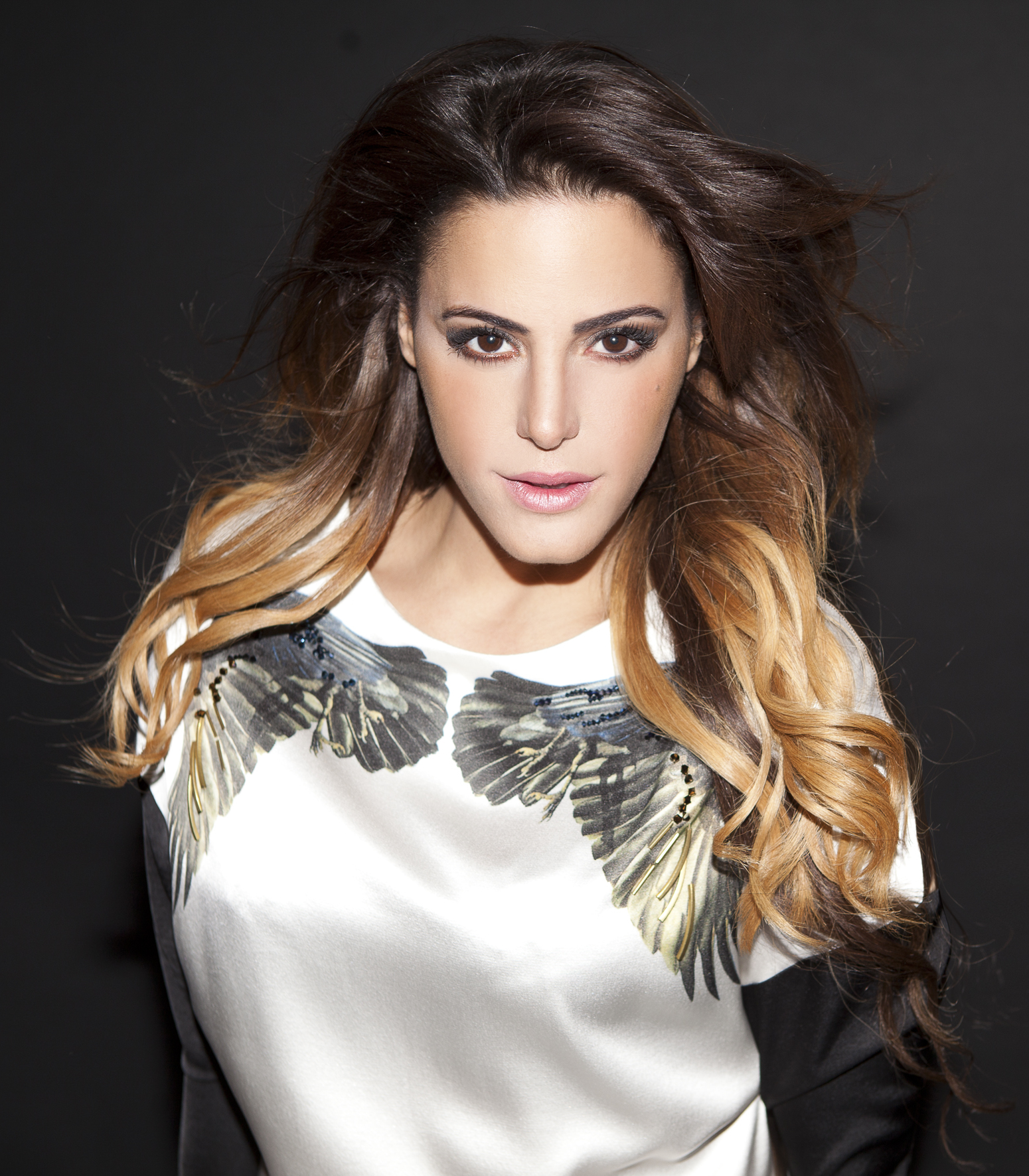
Nasrin Kadri (2015)

Im Jahr 2017 wurde sie von der damaligen israelischen Kulturministerin Miri Regev eingeladen, im Rahmen der Zeremonie anlässlich des Jom haZikaron, des israelischen Gedenktags für die gefallenen Soldaten und Opfer des Terrors, am Sultan-Becken in Jerusalem aufzutreten. Einen Tag später war sie auch bei den 69. Jom-haAtzma’ut-Feierlichkeiten zu sehen, dem israelischen Unabhängigkeitstag auf dem Herzlberg. Im Juli 2017 teilte sie die Bühne mit Radiohead, als die Band in Israel auftrat.
Am 4. September 2018 veröffentlichte sie ihr drittes Album Lomedet Lalekhet (Lerne zu laufen). Im selben Jahr nahm sie das Lied Goral Echad von Ofra Haza für Kol Ha'Neshama, ein Album zu Ehren von Ofra Haza, neu auf.
Am 28. Januar 2019 veröffentlichte sie das Lied Yishma HaEl, in dem sie die schwierige Zeit besingt, die sie während ihres Konvertierungsprozesses durchlebt hatte. Anfang Mai desselben Jahres brachte sie mit dem Lied Mehak’far el Hakikar ein Duett zusammen mit Ivri Lider heraus, das an den tragischen Tod der beiden drusischen Polizeibeamten Hayil Satawi und Kamil Shanan erinnert. Die beiden Beamten starben bei einem Anschlag am 14. Juli 2017 in Jerusalem. Ebenfalls 2019 war Kadri als Jurorin in der fünften Staffel von The Voice Israel zu sehen.
Im Februar 2020 wirkte Kadri als Duettpartnerin von Idan Raichel in Eizeh Yom Tov mit, wo Raichel die Sängerin auf dem Klavier begleitet. Im Frühjahr 2020 trat Kadri erneut bei den zentralen Zeremonien zum 72. Jom haAtzma’ut auf dem Herzlberg auf. Im Juni 2020 veröffentlichte sie zusammen mit Static (Liraz Russo) und Ben-El Tavori das offizielle Lied der Tel Aviv Pride Parade 2020, Habib Albi.
Im Rahmen einer Zusammenarbeit mit der gemeinnützigen Einrichtung Gedolim Mah Haim, einem Verein der Spenden für krebskranke Kinder und ihre Familien sammelt, veröffentlichte Nasrin Kadri im Oktober 2020 die Single Timid Tazkor. Das Lied wurde geschrieben, um zu einer Spende an Familien mit krebskranken Kindern zu ermutigen, die aufgrund der Corona-Epidemie in finanzielle Schwierigkeiten gerieten. Lior Schmueli, Direktor des Vereins, sagte dazu, das die Schwierigkeiten für solche Familien gerade jetzt enorm wären. Zusammen mit dem neuen Lied wurde auch ein Musikvideo veröffentlicht, in dem Kadri mit Kindern des Vereins auftritt.
Im November 2020 sang sie bei Katan Aleinu, einem von Liraz Russo initiierten Projekt, als eine von rund 40 Musikern mit. Bekannt wurde es unter dem Slogan „Israeli All Stars“ und nach Veröffentlichung des Songs forderten die Künstler ihre Fans auf, das Lied fleißig in den sozialen Medien zu teilen: „Mit jedem Teilen von ‚We got this‘ spenden wir Geld, um Krankenhäuser und das Medizinpersonal im Kampf gegen den Coronavirus zu unterstützen“, so Russo, besser bekannt als Static von Static und Ben-El, „nenn es Live Aid 2020!“.
Am 4. Juli 2023 veröffentlichte Kadri mit Cholemet (Träumend) ihr viertes Studioalbum.

## Weitere Tätigkeiten

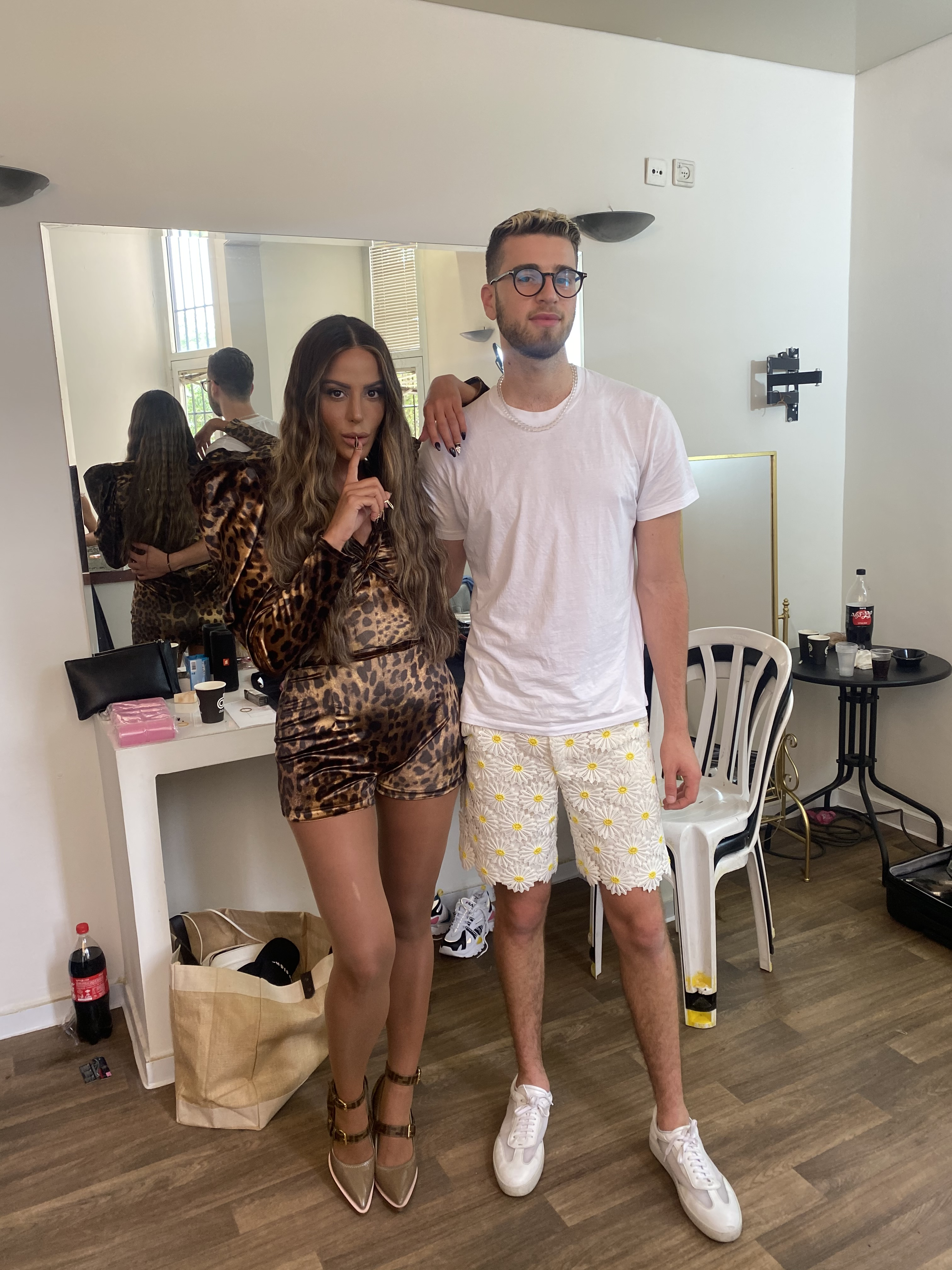
Nasrin Kadri (2021)

Neben ihrer Tätigkeit als Sängerin tritt Kadri auch als Schauspielerin in Erscheinung. Im Jahr 2021 spielte sie in der Serie HaYoreshet mit. In der Serie Yerushalayim (Jerusalem) spielte sie die Frau eines palästinensischen Terroristen.
Vom März bis April 2023 strahlte der Kabelfernsehanbieter HOT die Doku-Soap Nasrin Agada aus. Im Mai 2023 nahm Kadri an der israelischen Version von Strictly Come Dancing teil, musste aber schon bald verletzungsbedingt aufgeben.

## Kontroversen
Nachdem Kadri im Oktober 2017 in der jüdischen Siedlung Maʿale Adummim ein Konzert gegeben hatte, wurde sie von der kritischen Tageszeitung Haaretz in einem Interview darüber befragt, ob sie wegen ihres arabisch-palästinensischen Hintergrundes keine Probleme damit hätte. „Die Entscheidung, in einer Siedlung aufzutreten, ist wie jede Entscheidung, irgendwo anders aufzutreten, auf jeder Bühne, egal wo sie ist. Nicht nur in Ma’ale Adummim, wenn ich in eine Kirche gehen und Ave Maria singen soll, dann sei es so“, erklärte sie, „ich mache Musik, ich rühre nichts Politisches an, ich möchte mich überhaupt nicht darauf einlassen, ich möchte mich einfach nur ausdrücken und singen.“ Kadri hatte zuvor Stellung gegen die Boykott-, Desinvestitions- und Sanktionsbewegung (BDS) bezogen, sich für Radioheads Show in Israel ausgesprochen und schließlich den Auftritt für sie mit einem anderen israelischen Sänger eröffnet. In einem Leitartikel, den sie damals für das Nachrichtenmagazin Newsweek veröffentlichte, beschrieb sie die Bemühungen, „die einzige Demokratie im Nahen Osten zu boykottieren“, als „kontraproduktiv“ und schädlich für diejenigen, die auf Frieden und Toleranz drängen. Nachdem das Video von Kadris Interview online die Runde gemacht hatte, reagierten tausende von Menschen darauf. Von der großen Mehrheit der Nutzer wurden dabei Kadri und ihre Meinung abgelehnt, während eine kleinere Gruppe der Meinung war, dass an dem, was sie tue, nichts falsch sei.
Im Mai 2024 wurde ein Video öffentlich zugänglich gemacht, dass die brutale Geiselnahme der Soldatinnen Agam Berger, Daniella Gilboa, Karina Ariev, Liri Albag und Naama Levy von der Nachal Oz-Basis, während des Terrorangriffs am 7. Oktober 2023 durch die Hamas zeigt. Der stark geschnittene Clip wurde auf Wunsch und Zustimmung der Familien veröffentlicht, um Entscheidungsträgern, Vermittlern und der Welt zu zeigen, was die Gefangennahme durch die Hamas wirklich bedeutet und wie dringend ihre Freilassung erforderlich ist. Nasrin Kadri nahm als ehemalige Muslima dazu am folgenden Tag auf Instagram Stellung. In einer Videobotschaft sagte sie: „Wo seid ihr die arabische Nation? Seht selbst, schämt ihr euch nicht? Ihr redet vom Islam. Ist das der Islam? Betet zum Propheten, nicht wahr? Welchem Propheten? Das ist keine Religion, das ist eine Schande!“
Nadeem Karkabi vom Institut für Anthropologie an der Universität Haifa schildert in seinem Essay, dass Kadri  erfolgreich kulturelle Grenzen überwinde, Mizrachi-Identität behaupte und die aschkenasisch-zionistische Definition von Juden und Arabern als antagonistische ethnonationale Binärstaaten infrage stelle und mit ihrer Musik den Mizrachim helfe, ihr jüdisch-arabisches Erbe zurückzugewinnen. Nach ihrem kontroversen Versuch, zum Judentum zu konvertieren, sei es ihr jedoch nicht gelungen, die religiös-nationalen Privilegien in Israel zu erlangen. Kadris Scheitern bei der Überwindung der kolonialen Segregation zeuge davon, dass der israelische Rassismus auf einer vermeintlichen religiösen Blutsgemeinschaft basiere, die tief in staatlichen Gesetzen verankert sei und der vor allem nichtjüdische Frauen ausgesetzt seien. Kadris Fall zeige, wie rassistisch motivierte Konversionspolitik mit demografischen Überlegungen zusammenhänge, die die Fragilität des zionistischen Siedler-Kolonialprojekts zeigten.

## Zitat
„.השפה שאני מדברת היא לא עברית, לא ערבית ולא אנגלית, אני מדברת את שפת המוסיקה וזו השפה שאני רוצה שידברו איתי בה“

„Die Sprache, die ich spreche, ist nicht Hebräisch, Arabisch oder Englisch, ich spreche die Sprache der Musik und das ist die Sprache, mit der ich angesprochen werden möchte.“

## Diskografie

### Alben
- 2014: נסרין קדרי / Nasreen Qadri
- 2016: בנאדיק / Benadik
- 2018: לומדת ללכת / Lomedet Lalekhet
- 2023: חולמת / Cholemet

### EPs
- 2024: 2024
- 2024: תקשיבו טוב / Tak'shivu Tov

### Singles (Auswahl)
- 2014: בחלום (Original: Babutsa – Yanayım Yanayım)
- 2016: בנאדיק / Banadik
- 2017: לומדת ללכת / Lomedet Lalechet
- 2018: היינו שניים / Haynou Shnayim (mit Moshe Peretz)
- 2018: אלבי מעאק / Albi Ma'ak
- 2019: רוצי עם הלב / Rutsi Im Halev
- 2019: יש לי אותך / Yesh li otcha
- 2020: איזה יום טוב / Eizeh Yom Tov (mit Idan Raichel)
- 2020: מכל האהבות הזמניות / Mikol Ha’Ahavot HaZmaniyot (mit Eyal Golan)
- 2020: חביב אלבי / Habib Albi (mit Static & Ben El)
- 2021: אהובי / Ahuvi
- 2021: בוקר טוב עולם / Boker Tov Olam (mit Doli & Penn & Anna Zak)
- 2021: חצי משוגעת / Hetzi Meshugaat
- 2022: אז אני הולכת / Az Ani Holechet
- 2022: הכל כבר כתוב / HaKol Kvar Katuv
- 2023: Liberté (mit Offer Nissim und Ilan Peled)
- 2023: קשה לך מדי / Kasha Lecha MiDai
- 2023: קרוב אליי / Karov Elai
- 2024: למה לי למה לו / Lama Li Lama Lo
- 2024 אישה מלכה / Isha Malka

## Filmografie
- 2021: HaYoreshet (2 Folgen)
- 2022: Yerushalayim (10 Folgen, als Salma)
- 2023: Nasrin Agada (Doku-Soap, 10 Folgen)